# ブランドン・ヒューズ (野球)
ブランドン・ケネス・ヒューズ（Brandon Kenneth Hughes, 1995年12月1日 - ）は、アメリカ合衆国ミシガン州マコーム郡スターリングハイツ出身のプロ野球選手（投手）。左投両打。MLBのアリゾナ・ダイヤモンドバックス所属。

## 経歴

### プロ入りとカブス時代
2017年のMLBドラフト16巡目（全体495位）でシカゴ・カブスから指名され、プロ入り。当時のポジションは外野手だった。契約後、傘下のA-級ユージーン・エメラルズでプロデビュー。41試合に出場して打率.248、1本塁打、16打点、6盗塁を記録した。
2018年はA級サウスベンド・カブスでプレーし、110試合に出場して打率.237、4本塁打、35打点、22盗塁を記録した。
2019年より投手に転向した。ルーキー級アリゾナリーグ・カブス、A-級ユージーン、A級サウスベンドでプレーし、3球団合計で21試合に登板して2勝2敗2セーブ、防御率3.31、42奪三振を記録した。
2020年はCOVID-19の影響でマイナーリーグの試合が開催されなかったため、公式戦の登板は無かった。
2021年はA級サウスベンドとAA級テネシー・スモーキーズでプレーし、2球団合計で26試合に登板して2勝1敗1セーブ、防御率1.71、60奪三振を記録した。
2022年は開幕をAA級テネシーで迎えた。AAA級アイオワ・カブスを経て5月17日にメジャー契約を結んでアクティブ・ロースター入りすると、同日のピッツバーグ・パイレーツ戦でメジャーデビュー。5月28日に一度マイナー契約となってAAA級アイオワへ降格したが、翌々日に再びメジャー契約を結んでアクティブ・ロースター入りした。以降は降格することなくブルペンを支え、最終的に57試合に登板して2勝3敗8セーブ、防御率3.12、68奪三振を記録した。
2023年は開幕から17試合に登板していたが、左膝を痛めて6月には手術を受けている。オフの11月17日にノンテンダーFAとなった。

### ダイヤモンドバックス時代
2024年2月1日にアリゾナ・ダイヤモンドバックスとマイナー契約を結び、スプリングトレーニングに招待選手として参加することになった。シーズンでは傘下のAAA級リノ・エーシズで開幕を迎え、4月30日にメジャー契約を結んでアクティブ・ロースター入りした。その後、8月2日にマイナー契約となった（6月29日よりAAA級リノ配属）。9月14日に再びメジャー契約を結んでアクティブ・ロースター入りした。

## 投球スタイル
フォーシームとスライダーを主体とした投球を見せる。

## 詳細情報

### 年度別投手成績
| 年 度    | 球 団    | 登 板 | 先 発 | 完 投 | 完 封 | 無 四 球 | 勝 利 | 敗 戦 | セ 丨 ブ | ホ 丨 ル ド | 勝 率 | 打 者 | 投 球 回 | 被 安 打 | 被 本 塁 打 | 与 四 球 | 敬 遠 | 与 死 球 | 奪 三 振 | 暴 投 | ボ 丨 ク | 失 点 | 自 責 点 | 防 御 率 | W H I P |
| -------- | -------- | ----- | ----- | ----- | ----- | -------- | ----- | ----- | -------- | ----------- | ----- | ----- | -------- | -------- | ----------- | -------- | ----- | -------- | -------- | ----- | -------- | ----- | -------- | -------- | ------- |
| 2022     | CHC      | 57    | 0     | 0     | 0     | 0        | 2     | 3     | 8        | 8           | .400  | 239   | 57.2     | 42       | 11          | 21       | 3     | 6        | 68       | 3     | 0        | 22    | 20       | 3.12     | 1.09    |
| 2023     | CHC      | 17    | 0     | 0     | 0     | 0        | 0     | 3     | 0        | 1           | .000  | 63    | 13.2     | 14       | 2           | 8        | 1     | 1        | 17       | 0     | 0        | 11    | 11       | 7.24     | 1.61    |
| MLB：2年 | MLB：2年 | 74    | 0     | 0     | 0     | 0        | 2     | 6     | 8        | 9           | .250  | 302   | 71.1     | 56       | 13          | 29       | 4     | 7        | 85       | 3     | 0        | 33    | 31       | 3.91     | 1.19    |

- 2023年度シーズン終了時

### 背番号
- 47（2022年 - 2023年）
- 56（2024年 - ）